# Bucephalus (paard)

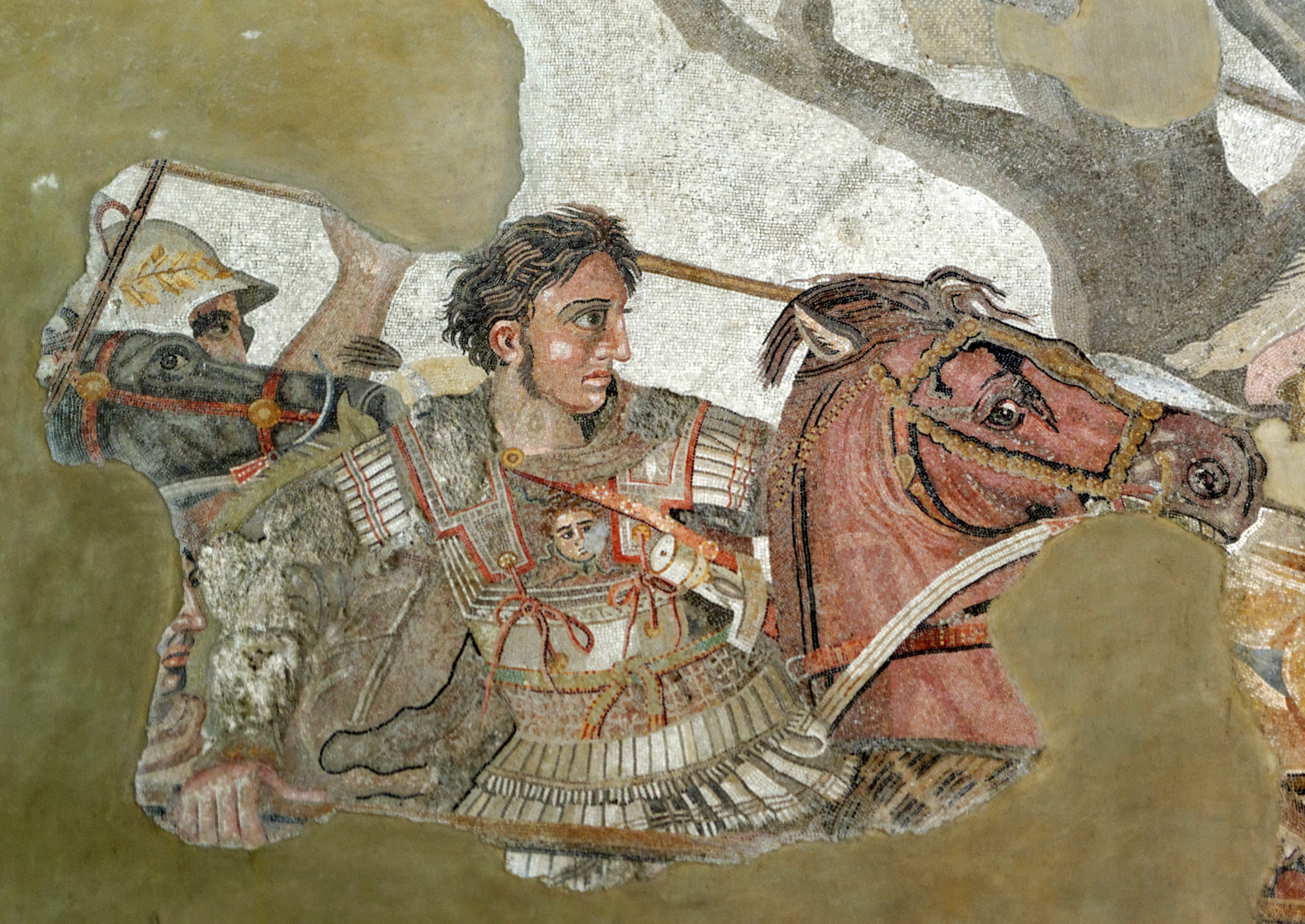
Alexander op Bucephalus

Bucephalus (Nederlands voorheen Bucefaal; Grieks: Βουκέφαλος; Boukefalos) was het paard van Alexander de Grote.
De naam betekent rundskop en is een samentrekking van de Griekse woorden βούς rund, en κεφαλή kop. Hij is waarschijnlijk zo genoemd naar zijn voor Thessalische paarden gebruikelijke brandmerk van een koeienkop. Het dier zou afstammen van de mensenetende paarden van Diomedes die werden getemd door Herakles als een van diens twaalf werken. Volgens sommige bronnen zou het dier tot het Akhal-Teke-ras behoord hebben.
De beroemde anekdote van Ploutarchos vertelt hoe Alexander op jonge leeftijd het paard verwierf (rond 339 v.Chr.). Het was door de Thessalische handelaar Filoneikos aangeboden aan Alexanders vader Filippos II voor dertien talenten, maar de grote koning liet het geërgerd afvoeren omdat het onhandelbaar bleek. Hardop weet de zoon dit aan slapte en onbekwaamheid. Uitgedaagd door zijn vader, toonde hij zich bereid zelf een poging te wagen. Hij had gezien dat het paard schrik had van de schaduwen die bewogen op de grond en liet het met het hoofd naar de zon draaien. Zo kon hij erop springen, wegrijden en in een keurige boog terugkeren. De trotse vader zei, bij een traan en een kus: "Mijn zoon, zoek voor jezelf een koninkrijk van jouw formaat, want Macedonië is te klein voor je."
Vanaf die dag werd Bucephalus de trouwe metgezel van Alexander. Volgens Diodoros werd het paard in 330 v.Chr. gestolen door de Mardiërs. Een ziedende Alexander gaf opdracht alle bomen in het gebied van die stam te kappen en liet omroepen dat hij alle bewoners zou afslachten als hij het paard niet terugkreeg. Toen de dreigementen ook ingelost werden, brachten de Mardiërs Bucephalus terug met kostbare geschenken.
Bucephalus stierf in 326 v.Chr. rond de slag bij de Hydaspes. Alexander de Grote stichtte te zijner nagedachtenis de stad Bucephala, waarschijnlijk het huidige Jhelum, in de Punjab (Pakistan). Op Grieks-boeddhistische munten is de stad aangeduid als Bhadrasva ('paardenstad').

## In de kunst
Een van de paarden in de groep standbeelden op het Piazza del Quirinale op het Quirinaal in Rome is naar hem vernoemd.

## Voetnoten
1. ↑  Leven van Alexander, 6.1-8. Gearchiveerd op 10 mei 2023.
2. ↑  Historische Bibliotheek, 17.76.7-8

- Gemeinsame Normdatei: 1061116042
- Virtual International Authority File: 311601102